# Gabriele Kuby

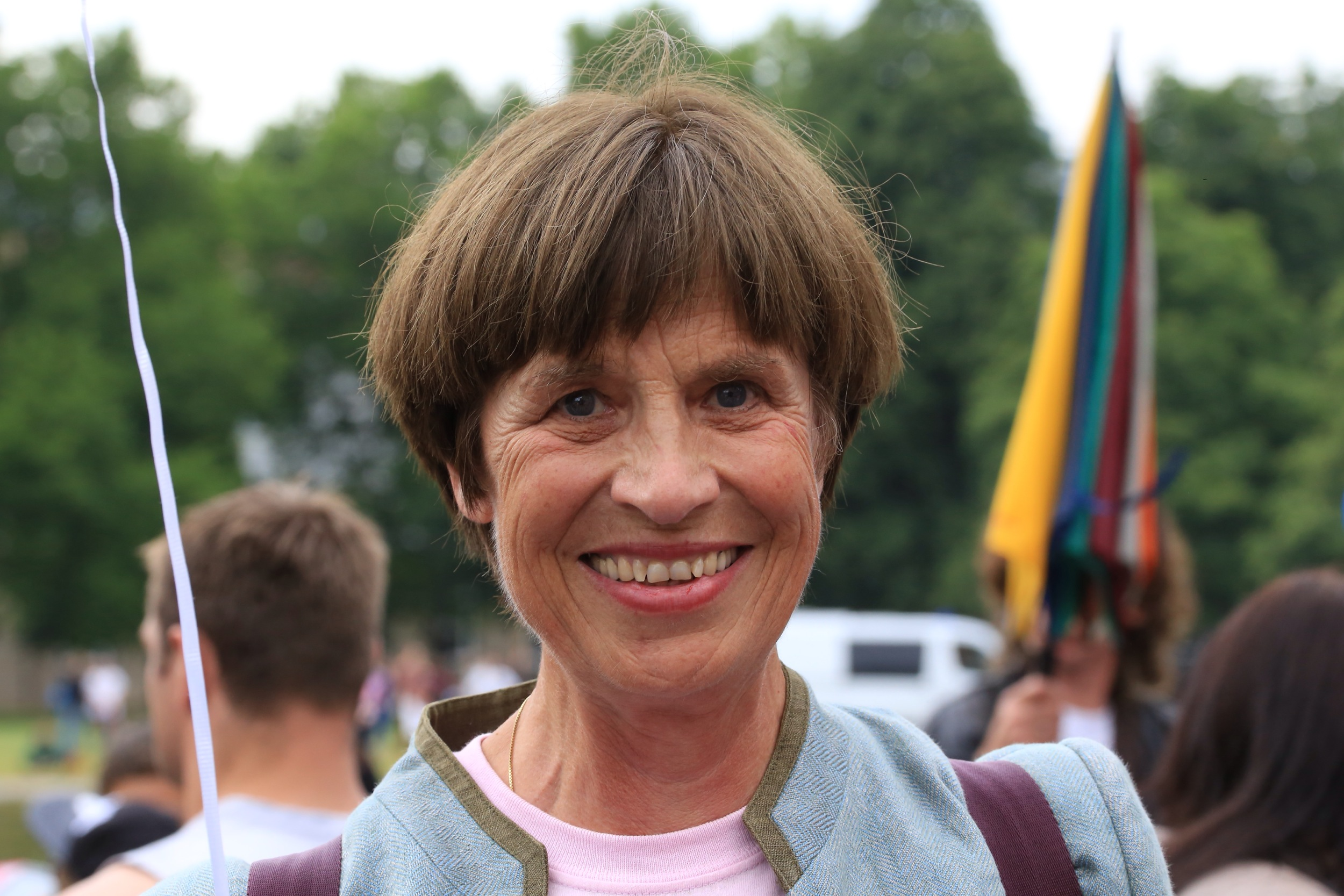
Gabriele Kuby

Gabriele Kuby (* 1944 Kostnice) je německá překladatelka, lektorka a publicistka. Je autorkou 11 knih s tematikou lásky, sexuality, čistoty, sexuální revoluce a rodové (genderové) ideologie. Vystupovala také proti Harrymu Potterovi.  Je častým hostem konferencí a talkshow.

## Osobní život
Gabriele Kuby se v roce 1997 stala římskou katoličkou, je rozvedená, má 3 děti a žije v Bavorsku. Setkala se s papežem Benediktem XVI.
V listopadu 2012 navštívila Slovensko v rámci dvoudenních přednášek. V roce 2013 Slovensko navštívila v rámci 6 přednášek v 4 dnech. Kuby navštívila v roce 2014 také Českou republiku, kde u příležitosti přeložení její knihy Globální sexuální revoluce měla přednáškové turné. Přednášky v Praze a Hradci Králové zaštítil předseda KDU-ČSL Pavel Bělobrádek.

## Monografie
Výběr z monografie:
- Moje cesta k Marii – kniha o její náboženské konverzi[6]
- Die globale sexuelle Revolution. Zerstörung der Freiheit im Namen der Freiheit, 2012. Z německého originálu přeloženo do polštiny, chorvatštiny, slovenštiny, maďarštiny a češtiny "Globální sexuální revoluce", 2014 (připravuje se do rumunštiny).

## Spor s Oľgou Pietruchovou
V rámci druhé přednáškové návštěvy Slovenska v říjnu 2013, byla Gabriele Kuby kritizována Oľgou Pietruchovou na jejím blogu. Paní Pietruchová je ředitelkou Odboru rodové rovnosti a rovnosti příležitostí při Ministerstvu práce a sociálních věcí. Gabriele Kuby byla nařčena z demagogie, šíření poplašné zprávy, propojení s německy údajně pravicovo-extrémistickou stranou NPD (Nationaldemokratische Partei Deutschlands – Národnědemokratická strana Německa), označena jako bigotní náboženská fanatička ad. Paní Kuby na situaci reagovala otevřeným dopisem, kde reaguje na některá nařčení a oznamuje právní dohru celé této situace. Paní Pietruchová reagovala na otevření dopis článkem na blogu, kde na obviněních trvá.